# Ильинское (сельское поселение, Удмуртия)
Ильинское — упразднённое муниципальное образование со статусом сельского поселения в Малопургинском районе Удмуртии Российской Федерации.
Административный центр — село Ильинское.
25 июня 2021 года упразднено в связи с преобразованием муниципального района в муниципальный округ.

## История
Статус и границы сельского поселения установлены Законом Удмуртской Республики от 14 июля 2005 года № 47-РЗ «Об установлении границ муниципальных образований и наделении соответствующим статусом муниципальных образований на территории Малопургинского района Удмуртской Республики».

## Население
| 2010  | 2012  | 2013  | 2014  | 2015  | 2016  | 2017  |
| ----- | ----- | ----- | ----- | ----- | ----- | ----- |
| 1683  | ↘1680 | ↗1685 | ↗1709 | ↘1689 | ↘1688 | ↗1721 |
| 2018  | 2019  | 2020  |       |       |       |       |
| ↘1707 | ↘1679 | ↘1655 |       |       |       |       |

## Состав сельского поселения
| № | Населённый пункт | Тип населённого пункта       | Население |
| - | ---------------- | ---------------------------- | --------- |
| 1 | Абдэс-Урдэс      | деревня                      | ↘394      |
| 2 | Арляново         | деревня                      | ↘142      |
| 3 | Ильинское        | село, административный центр | ↗836      |
| 4 | Сосновка         | посёлок                      | ↘273      |
| 5 | Чекалкино        | деревня                      | ↗35       |